# David Komatz
David Komatz (* 10. Dezember 1991 in Rottenmann, Steiermark) ist ein österreichischer Biathlet. Er wurde 2014 Europameister mit der Staffel und gab 2013 sein Debüt im Weltcup. Außerdem ist Komatz zweifacher Vizeweltmeister in Staffelwettkämpfen.

## Sportliche Laufbahn
David Komatz ist Sportler des Heeressportzentrums des Österreichischen Bundesheers. Als Heeressportler trägt er derzeit den Dienstgrad Zugsführer.

### Juniorenebene und starker Weltcupeinstand
Komatz begann seine Karriere zunächst als Skilangläufer, wechselte aber noch im Juniorenalter zum Biathlon. Seine ersten internationalen Rennen bestritt er im Rahmen der Jugendweltmeisterschaften 2009 in Canmore und belegte die Plätze 32 und 27 in Sprint und Verfolgung sowie Rang zehn an der Seite von Benjamin Riedlsperger, Michael Reiter und Martin Huber im Staffelrennen. Daraufhin trat der Österreicher erst 2011 und 2012 wieder in Erscheinung, als er bei den jeweiligen Juniorenrennen der Europameisterschaften zunächst Zehnter des Sprints, im Jahr darauf sogar Siebter im Sprint und Sechster in der Verfolgung wurde. Für das Staffelrennen wurde er dank seiner guten Leistungen an die Seite von Bernhard Leitinger, Michael Reiter und Julian Eberhard in die Männermannschaft berufen und verpasste als Viertplatzierter nur knapp eine Medaille. Nachdem Komatz auch bei den Juniorenweltmeisterschaften 2012 mit Rang fünf im Einzel überzeugen konnte, folgte das Debüt im IBU-Cup bei den Männern. Schon bei seinem ersten Rennen, einem Einzel in Altenberg, gewann er als 18. Punkte und lief auch in der Folgesaison konstant in die Punkteränge. Aufzeigen konnte er dabei mit einem achten Platz im Einzel der Europameisterschaften 2013 in Bansko.

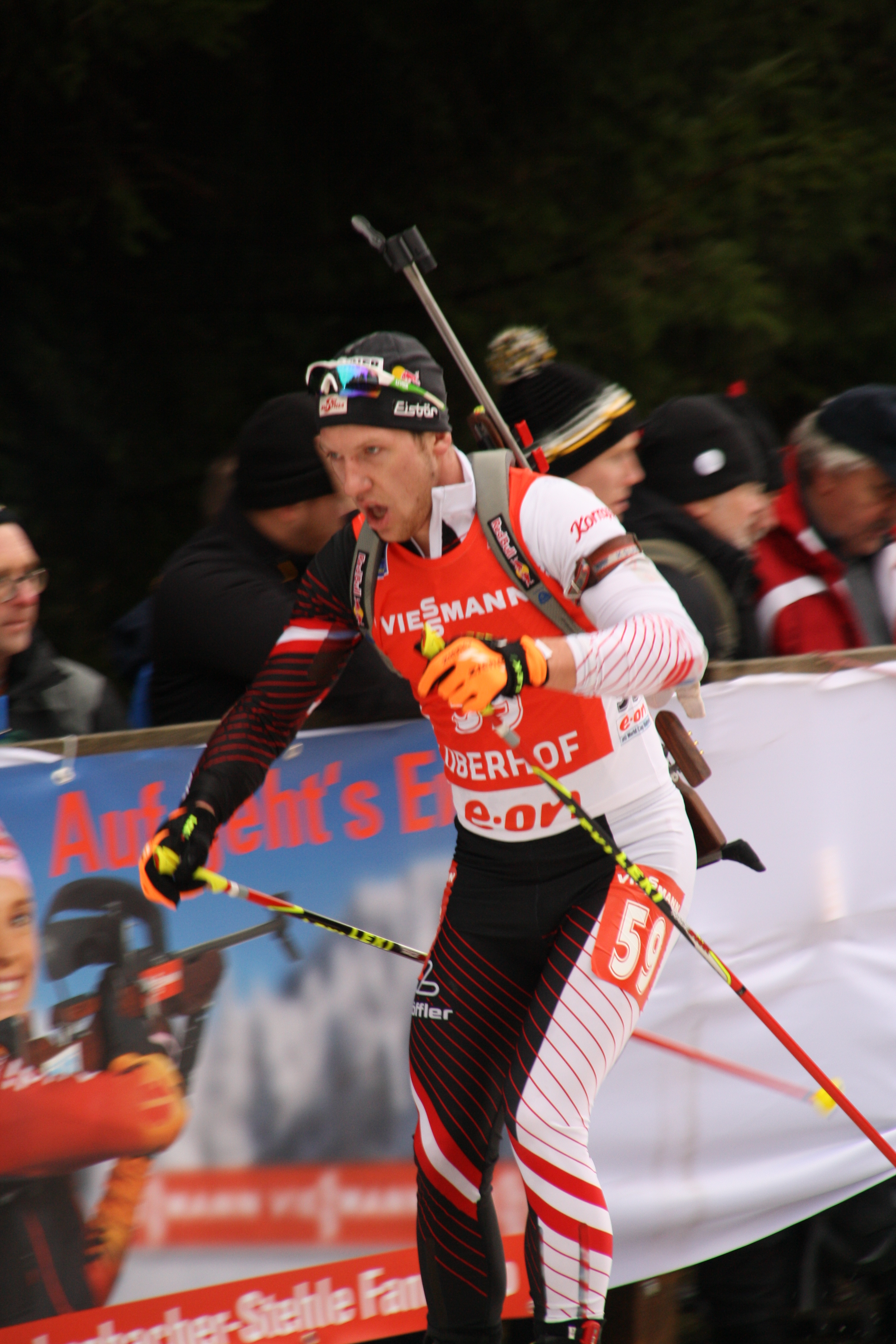
Komatz im Januar 2014 beim Weltcup in Oberhof

Einen großen Sprung machte Komatz in der Saison 2013/14. Nachdem er im ersten Trimester fünf von sechs Wettkämpfen unter den besten 20 abgeschlossen hatte, gab er in Oberhof seinen Einstand im Weltcup und erreichte mit Platz 59 im Sprint knapp das Verfolgungsrennen. Daraufhin wurde er wieder im IBU-Cup eingesetzt und erreichte in Ruhpolding sowohl im Sprint als auch mit der Mixedstaffel seine ersten Podestplätze. Auch an den Europameisterschaften 2014 nahm er teil und sicherte sich gemeinsam mit Lorenz Wäger, Michael Reiter und Peter Brunner, nachdem man als eine von nur zwei Staffeln am Schießstand ohne Strafrunde geblieben war, den Titel des Europameisters im Staffelrennen. Zudem gewann er im Sprint hinter Lars Helge Birkeland und Maxim Zwetkow, zeitgleich mit Andrejs Rastorgujevs, die Bronzemedaille. Beim Saisonfinale in Oslo war der Österreicher schließlich wieder Teil des Weltcupteams und ergatterte als 15. des Sprints erstmals Weltcuppunkte. Damit qualifizierte er sich auch für das Massenstartrennen und verpasste als Zwölfter nur knapp ein erstes Top-Ten-Resultat. Der Winter 2014/15, in welchem Komatz auf beiden Wettkampfebenen eingesetzt wurde, verlief weniger auffällig. In Ruhpolding war er erstmals Teil einer Männerstaffel im Weltcup und verpasste als Vierter gemeinsam mit Daniel Mesotitsch, Sven Grossegger und Simon Eder das Podest nur um gut sieben Sekunden, am Saisonende erreichte er in Canmore mit dem zweiten Platz im Sprint einen weiteren IBU-Cup-Podestplatz.

### Leistungseinbruch und erneuter Aufschwung
Im Winter 2015/16 erreichte Komatz im Weltcup ein weiteres Mal die Top 40 und wurde am Saisonende für seine ersten Weltmeisterschaften nominiert, bei welchen er 41. des Einzels wurde. Ein erneutes Podest auf der zweiten Ebene gelang ihm im Dezember 2016 als Dritter des Sprints von Ridnaun hinter Fredrik Gjesbakk und Alexei Wolkow, bei den Europameisterschaften der gleichen Saison wurde er Neunter der Verfolgung. Ab 2018 erlebte die Laufbahn des Österreichers einen Knick. War er im IBU-Cup zunächst immer wieder zu Top-10-Platzierungen in der Lage, wurden auch diese weniger, was zur Folge hatte, dass Komatz in den Jahren von 2018 bis 2020 nur elf Weltcupeinsätze in Einzelrennen bekam und, vor allem aufgrund magerer Laufzeiten, ausnahmslos und teils deutlich die Punkteränge verpasste.
Durch den Rücktritt Dominik Landertingers am Ende der Saison 2019/20 wurde ein Platz im Weltcupteam frei, welchen sich Komatz sichern konnte. Dabei erreichte er schon im ersten Trimester des Winters 2020/21 in sieben von neun Wettkämpfen die Punkteränge und qualifizierte sich in Hochfilzen nach fast sieben Jahren wieder für einen Massenstart, den er als 22. abschloss. Auch im weiteren Saisonverlauf wusste der 29-Jährige zu überzeugen, stellte in Antholz als Zwölfter des Einzels sein persönlich bestes Weltcupergebnis ein und schloss auch den daran anschließenden Massenstart überzeugend als 16. ab. Sein mit Abstand größter Erfolg kam aber im Rahmen der Weltmeisterschaften auf der Pokljuka-Hochebene in Slowenien zustande, als Komatz zusammen mit Simon Eder, Dunja Zdouc und Lisa Hauser die Silbermedaille in der Mixedstaffel ergatterte. Im Gegenzug verlief 2021/22 weniger erfolgreich; am meisten Aufmerksamkeit bekam er als konstant gut agierender Startläufer der österreichischen Männerstaffel, die unter anderem in Kontiolahti den fünften Platz belegte. Auch war er erstmals Teil der Olympischen Spiele, verpasste vordere Platzierungen aber klar.

### Konstante im österreichischen Team
Zu Beginn des Winters 2022/23 lief Komatz in Kontiolahti auf Platz 19 in der Verfolgung sowie Rang vier mit der Staffel. Auch im Einzel von Ruhpolding wusste er als 14. zu überzeugen. Erneut brachten die Weltmeisterschaften großen Erfolg, denn Komatz sicherte sich erneut eine Silbermedaille – diesmal in der Single-Mixed-Staffel an der Seite von Lisa Hauser. Im letzten Trimester stellte er schließlich mit Platz elf im Sprint von Nove Město sein bestes Weltcupergebnis auf und erreichte beim Weltcupfinale in Oslo nach zwei guten Platzierungen den Massenstart. Bestes Resultat in der Folgesaison wurde ein 19. Rang im Sprint von Hochfilzen sowie der erneute vierte Platz mit der Männerstaffel – diesmal mit Simon Eder, Felix Leitner und Patrick Jakob – am Saisonanfang in Östersund.
In die Saison 2024/25 fand Komatz schleppend und zunächst ohne Punktgewinn herein. Dies änderte sich, als er beim Wochenende in Ruhpolding ohne Schießfehler den neunten Rang im Einzel erreichte und damit erstmals unter die besten Zehn eines Individualwettkampfes im Weltcup kam. Die Weltmeisterschaften endeten ohne wirklichen Erfolg, Mitte März kam auf der Pokljuka mit Lea Rothschopf, Anna Andexer und Patrick Jakob ein weiterer vierter Platz im Mixedbewerb hinzu. Dabei konnte sich Komatz auf der Schlussrunde unter anderem gegen Tommaso Giacomel durchsetzen.

## Leistungen in den Teildisziplinen

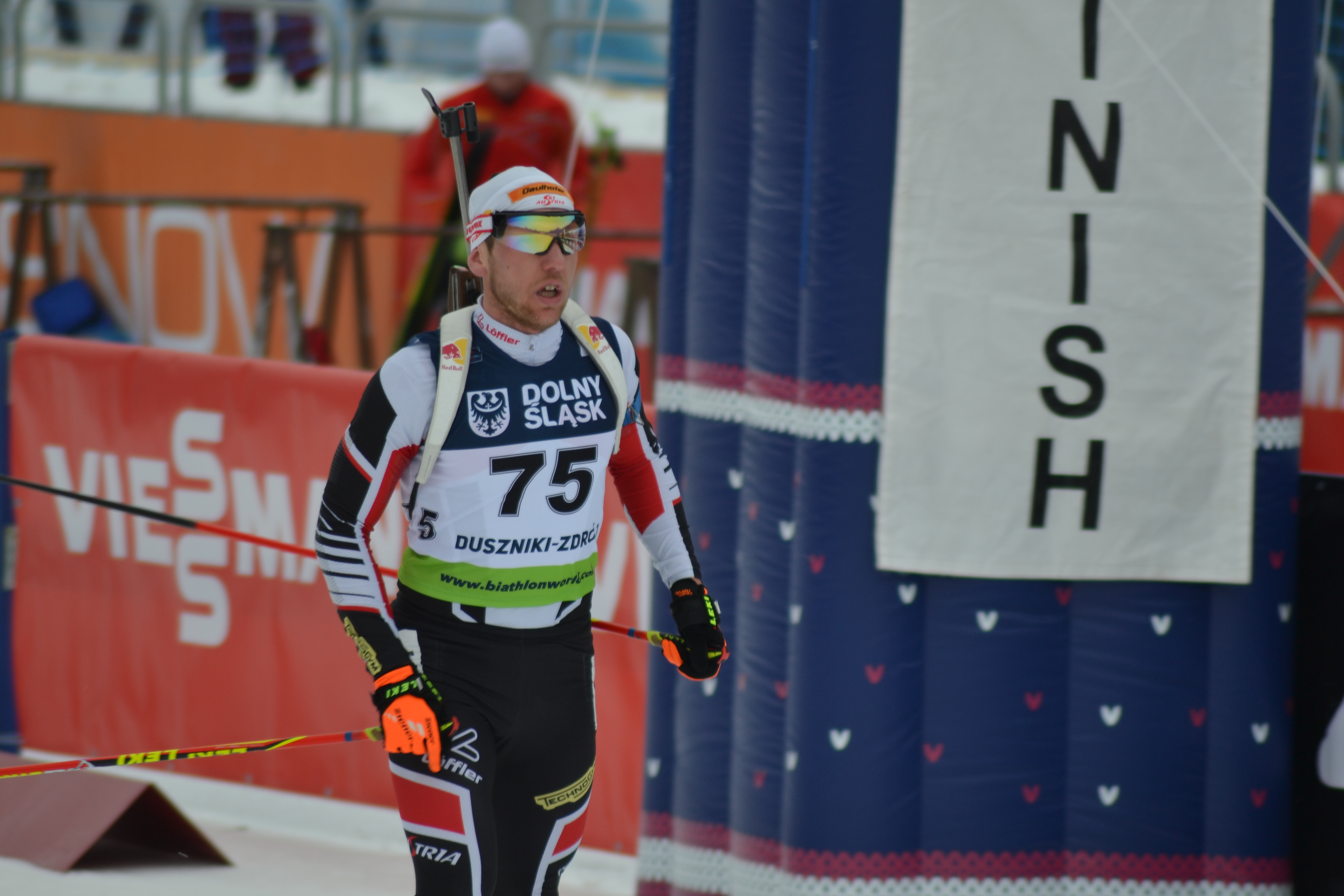
Zieleinlauf bei den Europameisterschaften 2017

Komatz entwickelte sich im Laufe seiner Karriere zu einem beständigen Schützen und eher durchschnittlichen Langläufer. Seine Trefferquoten im Stehend- und Liegendanschlag sind, vor allem seit 2020, meist auf dem ungefähr gleichen Niveau, aber durchgehend über der 80-%-Marke. Der höchste Wert kommt dabei aus seiner stärksten Saison 2020/21, in welcher er in den Einzelrennen 92 Prozent der Schüsse liegend und 88 Prozent der Schüsse stehend traf. Komatz' Kurszeiten liegen meist gut einen bis zwei Prozent über dem Durchschnitt, womit er sich pro Rennen etwa auf Platz 50 der schnellsten Läufer befindet.

## Persönliches
David Komatz ist seit 2022 mit der österreichischen Biathletin Katharina Innerhofer verheiratet, die seitdem seinen Nachnamen trägt. 2023 wurden die beiden Eltern eines Sohnes. Komatz lebt in Aigen im Ennstal und startet für den ATV Aigen-Irdning.

## Statistiken

### Weltcupplatzierungen
Die Tabelle zeigt alle Platzierungen (je nach Austragungsjahr einschließlich Olympische Spiele und Weltmeisterschaften).
- 1.–3. Platz: Anzahl der Podiumsplatzierungen
- Top 10: Anzahl der Platzierungen unter den ersten zehn (einschließlich Podium)
- Punkteränge: Anzahl der Platzierungen innerhalb der Punkteränge (einschließlich Podium und Top 10)
- Starts: Anzahl gelaufener Rennen in der jeweiligen Disziplin
- Staffel: inklusive Mixed- und Single-Mixed-Staffeln

| Platzierung               | Einzel | Sprint | Verfolgung | Massenstart | Staffel | Gesamt |
| ------------------------- | ------ | ------ | ---------- | ----------- | ------- | ------ |
| 1. Platz                  |        |        |            |             |         |        |
| 2. Platz                  |        |        |            |             | 1       | 1      |
| 3. Platz                  |        |        |            |             |         |        |
| Top 10                    | 1      |        |            |             | 34      | 35     |
| Punkteränge               | 12     | 26     | 17         | 10          | 45      | 110    |
| Starts                    | 21     | 63     | 33         | 10          | 45      | 172    |
| Stand: Saisonende 2024/25 |        |        |            |             |         |        |

### Weltcupwertungen

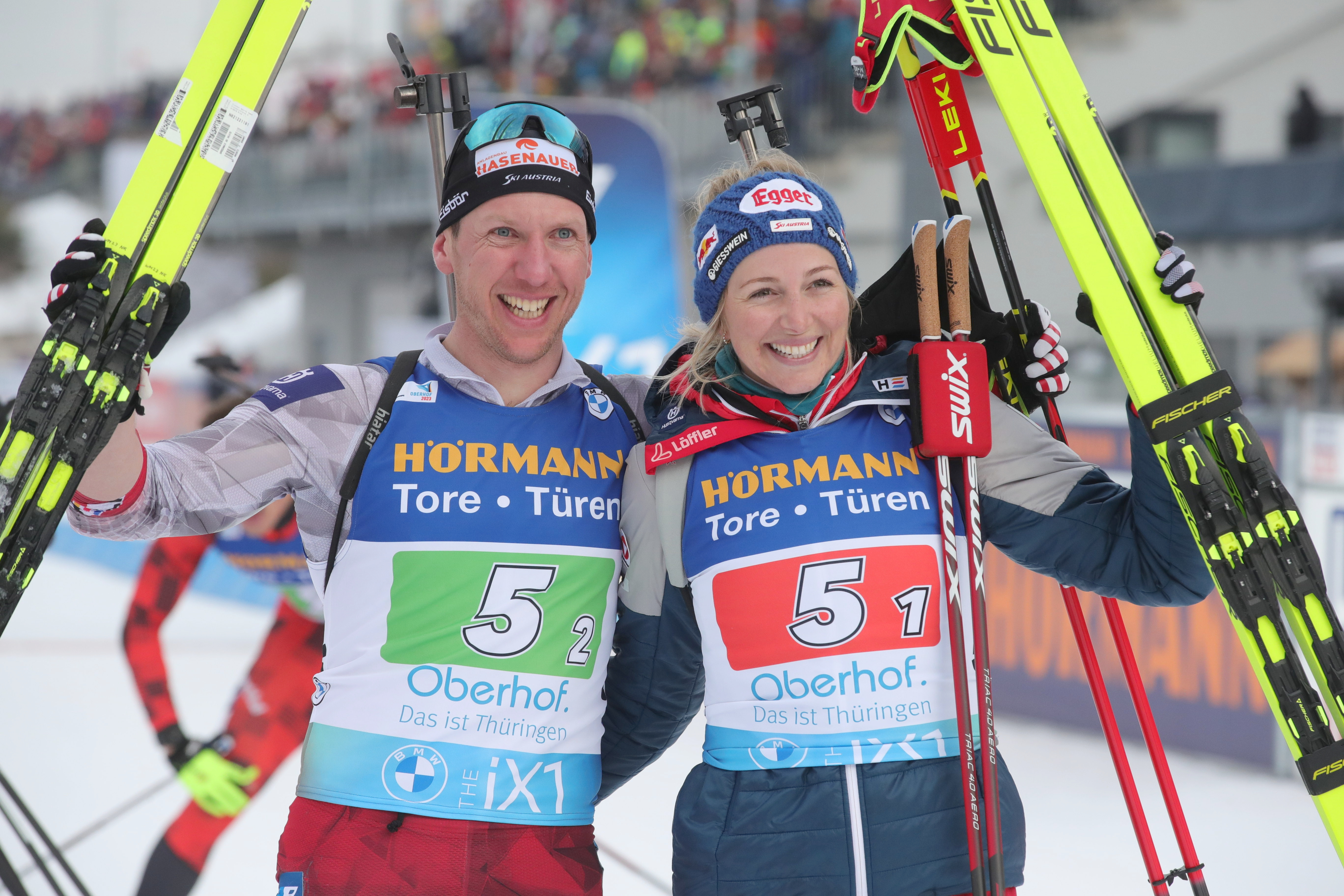
Komatz und Lisa Hauser nach dem Gewinn der Silbermedaille bei der WM 2023

Ergebnisse bei Biathlon-Weltcups (Disziplinen- und Gesamtweltcup) gemäß Punktesystem:
| Saison  | Einzel | Einzel | Sprint | Sprint | Verfolgung | Verfolgung | Massenstart | Massenstart | Gesamt | Gesamt |
| Saison  | Platz  | Punkte | Platz  | Punkte | Platz      | Punkte     | Platz       | Punkte      | Platz  | Punkte |
| ------- | ------ | ------ | ------ | ------ | ---------- | ---------- | ----------- | ----------- | ------ | ------ |
| 2013/14 | –      | –      | 59.    | 26     | 64.        | 14         | 28.         | 29          | 56.    | 69     |
| 2014/15 | 60.    | 5      | 71.    | 17     | 69.        | 5          | –           | –           | 73.    | 27     |
| 2015/16 | 46.    | 19     | –      | –      | –          | –          | –           | –           | 82.    | 19     |
| 2016/17 | –      | –      | 72.    | 12     | –          | –          | –           | –           | 84.    | 12     |
| 2020/21 | 25.    | 41     | 33.    | 79     | 36.        | 55         | 26.         | 51          | 31.    | 226    |
| 2021/22 | 25.    | 28     | 79.    | 12     | 60.        | 19         | 46.         | 4           | 61.    | 63     |
| 2022/23 | 24.    | 48     | 34.    | 56     | 32.        | 58         | 34.         | 31          | 33.    | 193    |
| 2023/24 | 42.    | 20     | 37.    | 54     | 47.        | 27         | 43.         | 4           | 41.    | 105    |
| 2024/25 | 22.    | 55     | 34.    | 64     | 43.        | 34         | 49.         | 4           | 39.    | 157    |

### Olympische Winterspiele
Ergebnisse bei Olympischen Winterspielen:
|                                        | Einzelwettbewerbe | Einzelwettbewerbe | Einzelwettbewerbe | Einzelwettbewerbe | Staffelwettbewerbe | Staffelwettbewerbe |
| Einzel                                 | Sprint            | Verfolgung        | Massenstart       | Herrenstaffel     | Mixedstaffel       |                    |
| -------------------------------------- | ----------------- | ----------------- | ----------------- | ----------------- | ------------------ | ------------------ |
| Olympische Winterspiele 2022 \| Peking | 45.               | 69.               | –                 | –                 | 10.                | –                  |

### Weltmeisterschaften
Ergebnisse bei Weltmeisterschaften:
| Weltmeisterschaften | Weltmeisterschaften | Einzelwettbewerbe | Einzelwettbewerbe | Einzelwettbewerbe | Einzelwettbewerbe | Staffelwettbewerbe | Staffelwettbewerbe | Staffelwettbewerbe |
| Jahr                | Ort                 | Einzel            | Sprint            | Verfolgung        | Massenstart       | Männerstaffel      | Mixedstaffel       | S.-M.-Staffel      |
| ------------------- | ------------------- | ----------------- | ----------------- | ----------------- | ----------------- | ------------------ | ------------------ | ------------------ |
| 2016                | Oslo                | 41.               | –                 | –                 | –                 | –                  | –                  | N/A                |
| 2021                | Pokljuka            | 48.               | 37.               | 23.               | –                 | 10.                | 2.                 | –                  |
| 2023                | Oberhof             | 24.               | 13.               | 27.               | 24.               | 14.                | 4.                 | 2.                 |
| 2024                | Nové Město          | 34.               | 29.               | 30.               | 21.               | 12.                | 6.                 | –                  |
| 2025                | Lenzerheide         | 26.               | 49.               | 57.               | –                 | 12.                | 17.                | –                  |

### Jugend-/Juniorenweltmeisterschaften

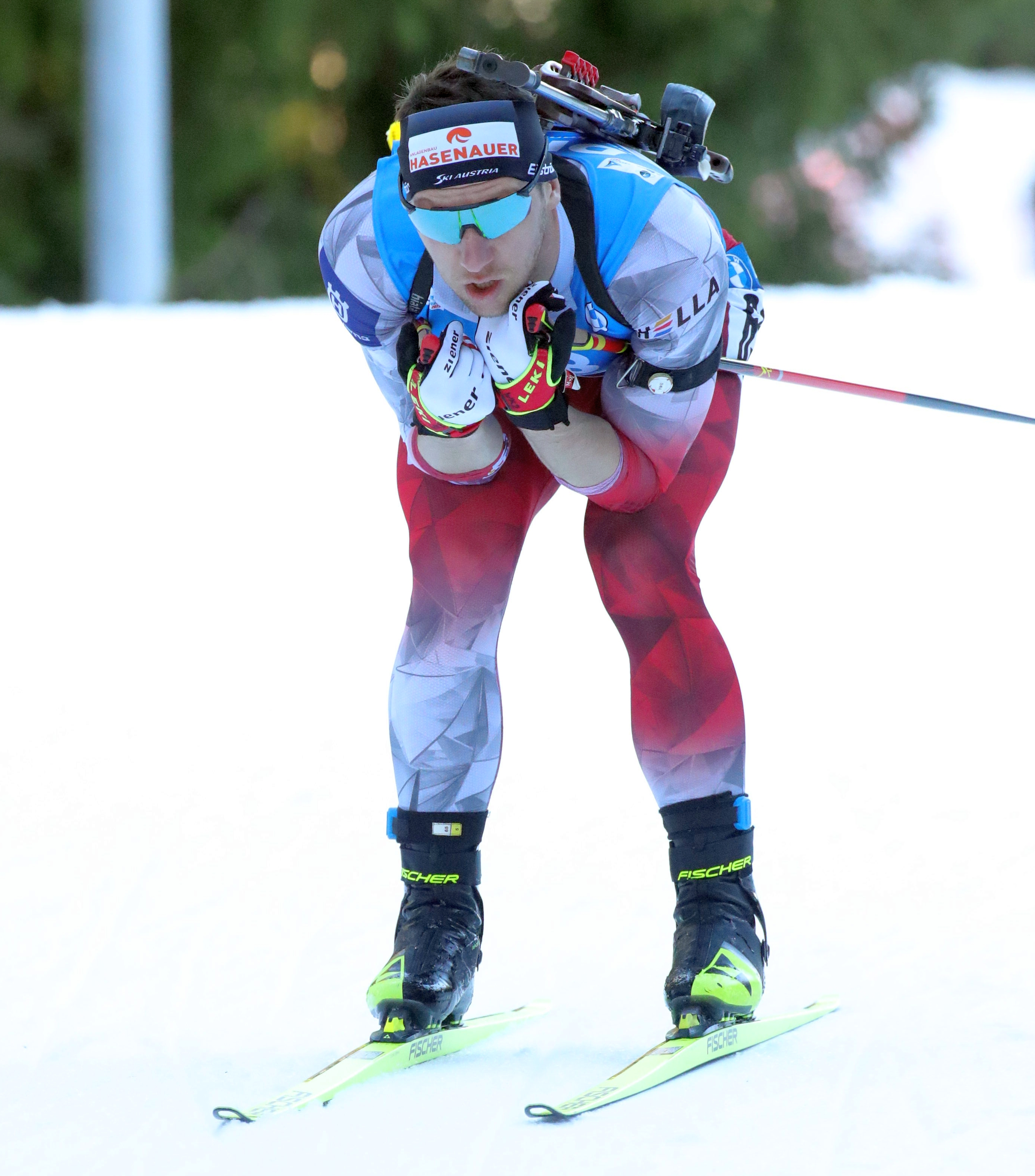
Komatz während des Einzelrennens 2023 in Oberhof

Komatz nahm 2009 an den Jugend- und ab 2011 an den Juniorenwettkämpfen teil.
| Weltmeisterschaften | Weltmeisterschaften | Einzelwettbewerbe | Einzelwettbewerbe | Einzelwettbewerbe | Männerstaffel  |
| Jahr                | Ort                 | Einzel            | Sprint            | Verfolgung        | Männerstaffel  |
| ------------------- | ------------------- | ----------------- | ----------------- | ----------------- | -------------- |
| 2009                | Canmore             | –                 | 32.               | 27.               | 10. (Junioren) |
| 2011                | Nové Město          | 43.               | 54.               | 24.               | 6.             |
| 2012                | Kontiolahti         | 5.                | 27.               | 36.               | 6.             |

### IBU-Cup-Siege
| Nr. | Datum        | Ort             | Disziplin |
| --- | ------------ | --------------- | --------- |
| 1.  | 4. Feb. 2014 | Nové Město (EM) | Staffel 1 |